# Beriev (azienda)
La Beriev (in russo Таганрогский авиационный научно-технический комплекс имени Г. М. Бериева?, Taganrogskij aviacionnyj naučno-techničeskij kompleks G. M. Berieva) è un'azienda russa attiva nel settore aeronautico specializzata nel settore degli aerei anfibi. Istituita dal governo sovietico a Taganrog nel 1934 come OKB-49 al quale venne assegnato Georgij Michajlovič Beriev come direttore, dalla sua fondazione ha progettato e prodotto circa 30 differenti tipi di aeromobili, sia civili sia militari, 14 dei quali sono stati oggetto di una produzione in serie. Oggi nell'azienda vi lavorano circa 3 000 specialisti. I suoi prodotti vengono identificati con il prefisso Be.
Controllata dalla Irkut Corporation dal 1997, dal 2006 fa parte della United Aircraft Corporation.
Gli aerei prodotti dalla Beriev hanno stabilito ben 250 record di volo in differenti epoche, certificati e registrati dalla Fédération Aéronautique Internationale. Inoltre, nel novembre 1989, la Beriev è stata l'unica impresa attiva nel campo della Difesa a vincere il Premio della Qualità del governo russo.

## Prodotti

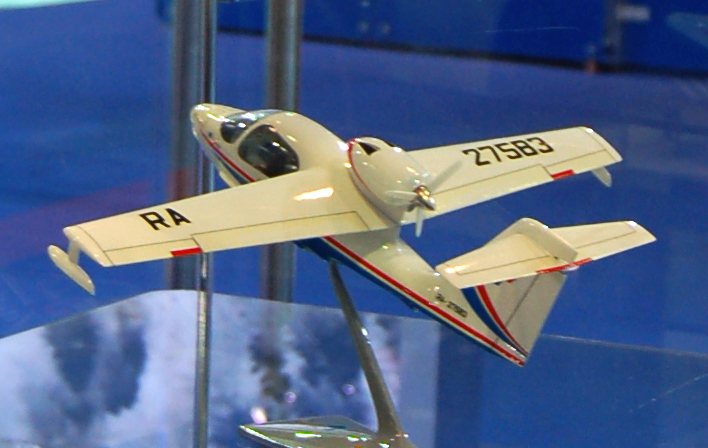
Modellino espositivo del Beriev Be-101

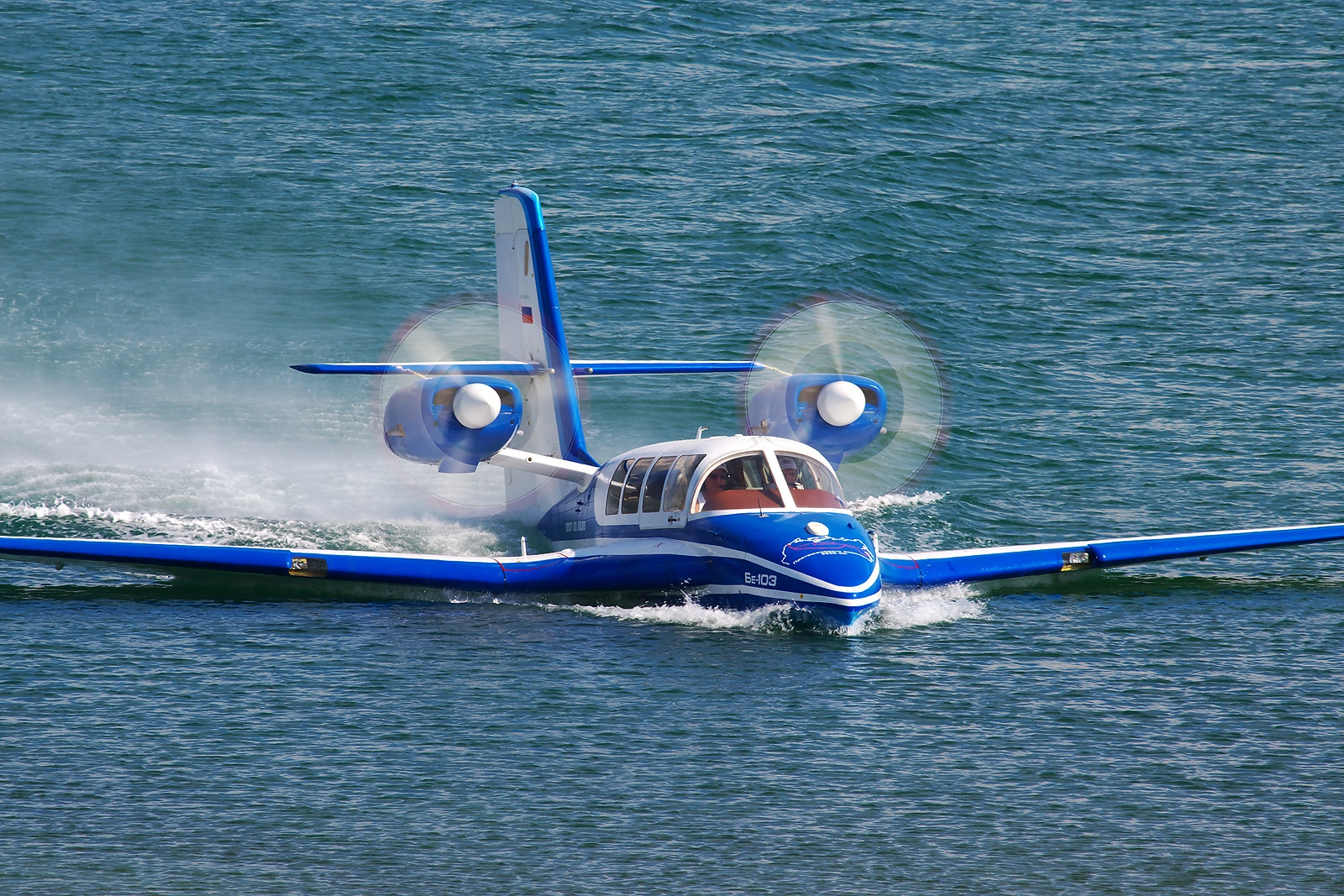
Beriev Be-103 nella livrea della russa Beriev Sea Airlines.

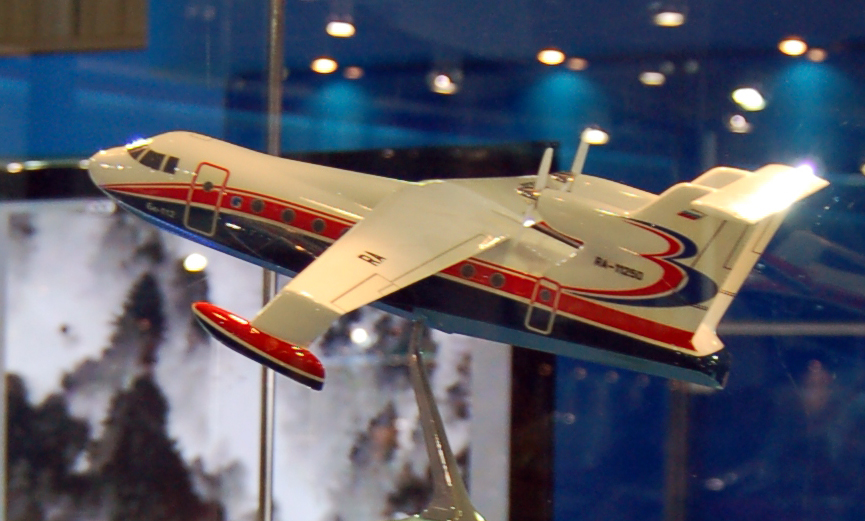
Modellino espositivo del Beriev Be-112

- Antonov An-30 "Clank", aereo per rilevazioni cartografiche sviluppato a partire dall'Antonov An-24.
- Beriev A-40 'Albatros', il più grande aereo anfibio multiruolo del mondo, nome in codice NATO "Mermaid".
- Beriev A-50 'Shmel', un Ilyushin Il-76 modificato nel ruolo di AWACS, nome in codice NATO "Mainstay".
- Beriev A-60, un Ilyushin Il-76 da trasporto, modificato in banco prova volante per laser negli anni ottanta.
- Beriev Be-1, prototipo di un ekranoplano.
- Beriev Be-2, (originariamente KOR-1) idrovolante.
- Beriev Be-4, idrovolante con ala a parasole.
- Beriev Be-6 "Madge", idrovolante a scafo.
- Beriev Be-8 "Mole", aereo anfibio passeggeri e da collegamento.
- Beriev Be-10 "Mallow", idrovolante.
- Beriev Be-12 'Chayka', aereo anfibio utilizzato come aereo antisommergibile. Nome in codice NATO "Mail".
- Beriev Be-30 "Cuff"
- Beriev Be-101 progetto di aereo anfibio leggero monomotore.
- Beriev Be-103 Bekas, un anfibio leggero, ideato per il trasporto passeggeri, aeroambulanza, pattugliamento e turismo.
- Beriev Be-112 progetto di un anfibio bimotore.
- Beriev Be-200 Altair, un grande aereo anfibio multiruolo.
- Beriev Be-32 "Cuff", un aereo multiruolo ideato per trasporti di merci e persone, pattugliamento e spedizioni.
- Beriev A-42 Albatros, una versione perfezionata dell'A-40. Nome in codice NATO "Mermaid".
- Beriev A-42PE Albatros, un aereo per missioni SAR, alimentato da motori propfan. Nome in codice NATO "Mermaid".
- Beriev Be-2500 Neptune, progetto relativo ad un aereo anfibio super pesante con un peso al decollo nell'ordine delle 2.500 tonnellate.
- Beriev MBR-2 "Mote"
- Beriev R-1, idrovolante sperimentale.
- Bartini-Beriev VVA-14, aereo antisommergibile rimasto allo stato di prototipo.
- Tupolev Tu-142MR "Bear-F/J"